# Podkylava
Podkylava (Hongaars: Szakadék) is een Slowaakse gemeente in de regio Trenčín, en maakt deel uit van het district Myjava.
Podkylava telt 241 inwoners.